# مفطورة أمفورية
مفطورة أمفورية (بالإنجليزية: Mycoplasma amphoriforme)‏ هي نوع من البكتيريا، سلبية الغرام، تتبع المفطورة.